# شب خاموش (فیلم ۲۰۱۴)
«شب خاموش» (انگلیسی: Silent Night (2014 film)) یک فیلم است که در سال ۲۰۱۴ منتشر شد.